# Rhodochiton nubicola
Rhodochiton nubicola là một loài thực vật có hoa trong họ Mã đề. Loài này được (Elisens) D.A. Sutton miêu tả khoa học đầu tiên năm 1988.